# Strażnica KOP „Burniszki”
Strażnica KOP „Burniszki” – zasadnicza jednostka organizacyjna Korpusu Ochrony Pogranicza pełniąca służbę ochronną na granicy polsko-litewskiej.

## Formowanie i zmiany organizacyjne
W 1926, w składzie 6 Brygady Ochrony Pogranicza, został sformowany 24 batalion graniczny. W 1928 w skład batalionu wchodziło 12 strażnic. W latach 1928–1932 w 1 kompanii KOP „Wiżajny” funkcjonowała strażnica KOP „Grzybina”. Później przeniesiono strażnicę do Burniszek. W 1938 i 1939 strażnica KOP „Burniszki” była w strukturze kompanii granicznej KOP „Rutka-Tartak”. Strażnica liczyła około 18 żołnierzy i rozmieszczona była przy linii granicznej z zadaniem bezpośredniej ochrony granicy państwowej.
W 1932 obsada strażnicy zakwaterowana była w budynku prywatnym. Strażnicę z macierzystą kompanią łączył trakt długości 12 km i droga polna długości 1,5 km.

## Służba graniczna

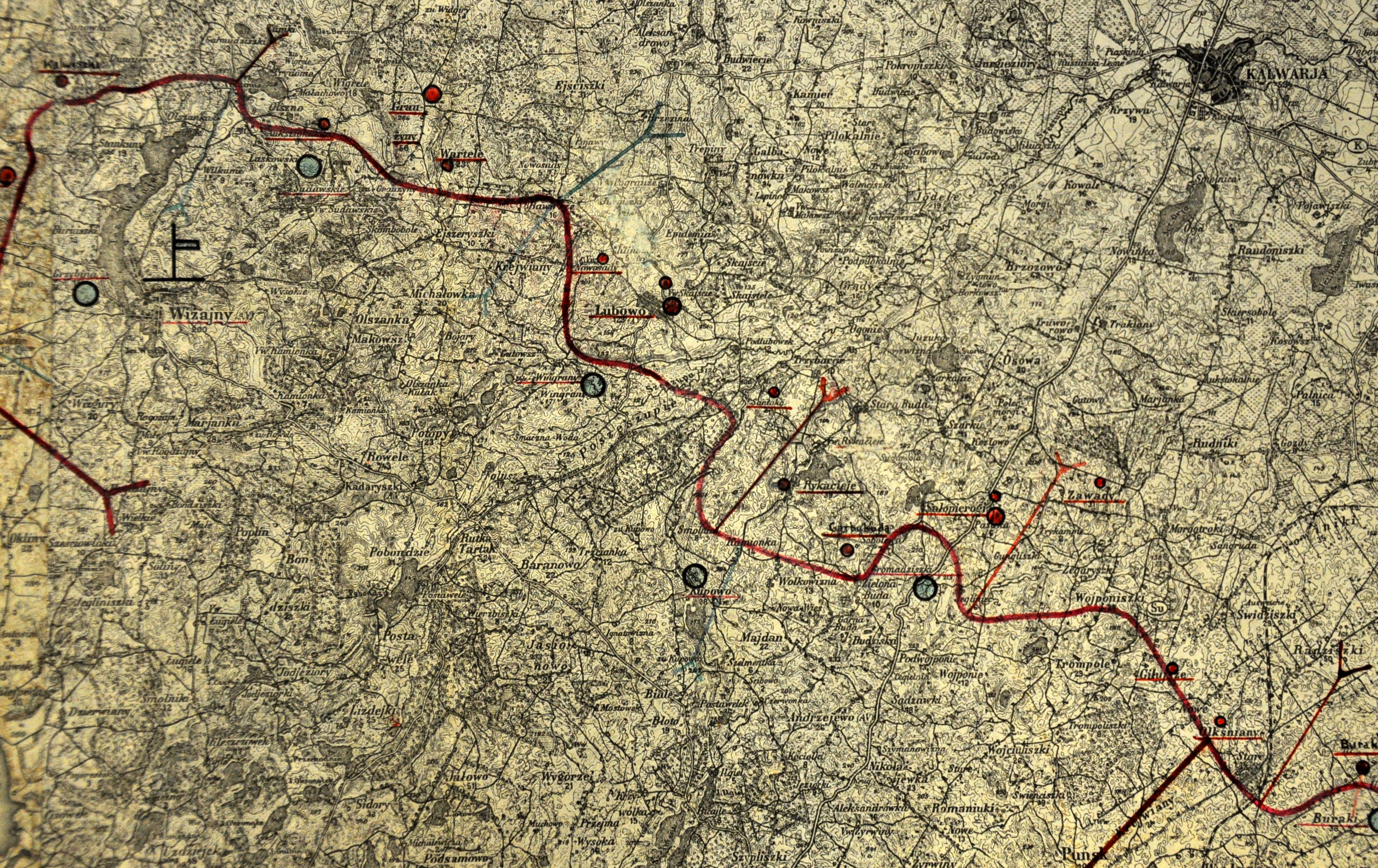
rozmieszczenie strażnic kg KOP „Wiżajny”

Podstawową jednostką taktyczną Korpusu Ochrony Pogranicza przeznaczoną do pełnienia służby ochronnej był batalion graniczny. Odcinek batalionu dzielił się na pododcinki kompanii, a te z kolei na pododcinki strażnic, które były „zasadniczymi jednostkami pełniącymi służbę ochronną”, w sile półplutonu. Służba ochronna pełniona była systemem zmiennym, polegającym na stałym patrolowaniu strefy nadgranicznej, wystawianiu posterunków alarmowych, obserwacyjnych i kontrolnych stałych, patrolowaniu i organizowaniu zasadzek w miejscach rozpoznanych jako niebezpieczne, kontrolowaniu dokumentów i zatrzymywaniu osób podejrzanych, a także utrzymywaniu ścisłej łączności między oddziałami i władzami administracyjnymi.
Strażnica KOP „Burniszki” w 1932 ochraniała pododcinek granicy państwowej szerokości 10 kilometrów 800 metrów od słupa granicznego nr 0 do 22, a w 1938 pododcinek szerokości 10 kilometrów 868 metrów od słupa granicznego nr 0 do 21.
Sąsiednie strażnice:
- strażnica KOP „Rakówek” ⇔ strażnica KOP „Sudawskie” – 1928[3] i 1929[4]
- strażnica KOP „Polulkiemie” ⇔ strażnica KOP „Sudawskie” – 1932[8], 1934[5] i 1938[6].